# Виши
Вижте пояснителната страница за други значения на Виши.
Вишѝ (на френски: Vichy; на окситански: Vichèi) е град в департамент Алие на регион Оверн, централна Франция. Населението му наброява 25 467 жители от преброяването през 2007 г.

## Икономика
Градът е един от водещите центрове за медицински терапии, поради минералните си извори с термална вода.

## История
Става столица на Вишиска Франция за периода на съществуването ѝ (1940 – 1944 г.)

## Известни личности
Родени във Виши
- Валери Ларбо (1881 – 1957), писател
- Роже Дезормиер (1898 – 1963), диригент
- Ги Лижие (1930 – 2015), автомобилен състезател
- Албер Лондър (1884 – 1932), журналист